# Lê Quang Chính
Lê Quang Chính là một sĩ quan cấp cao trong Quân đội nhân dân Việt Nam, hàm Trung tướng, ông nguyên là Cục trưởng Cục Quân lực, Bộ Tổng Tham mưu.

## Tiểu sử
Trước năm 2012, ông giữ chức Đoàn trưởng Đoàn B16, Quân khu 2.
Năm 2012, ông được bổ nhiệm giữ chức Phó Cục trưởng Cục Quân lực, Bộ Tổng Tham mưu.
Năm 2016, ông được bổ nhiệm giữ chức Cục trưởng Cục Quân lực, Bộ Tổng Tham mưu thay Trung tướng Tô Viết Báo nghỉ chờ hưu.
Thiếu tướng (2013), Trung tướng (2017).
Tháng 5 năm 2018, ông bàn giao nhiệm vụ Cục trưởng Cục Quân lực, Bộ Tổng Tham mưu cho Thiếu tướng Nguyễn Văn Nghĩa